# Leichenhalle (LVR-Klinik Düren)

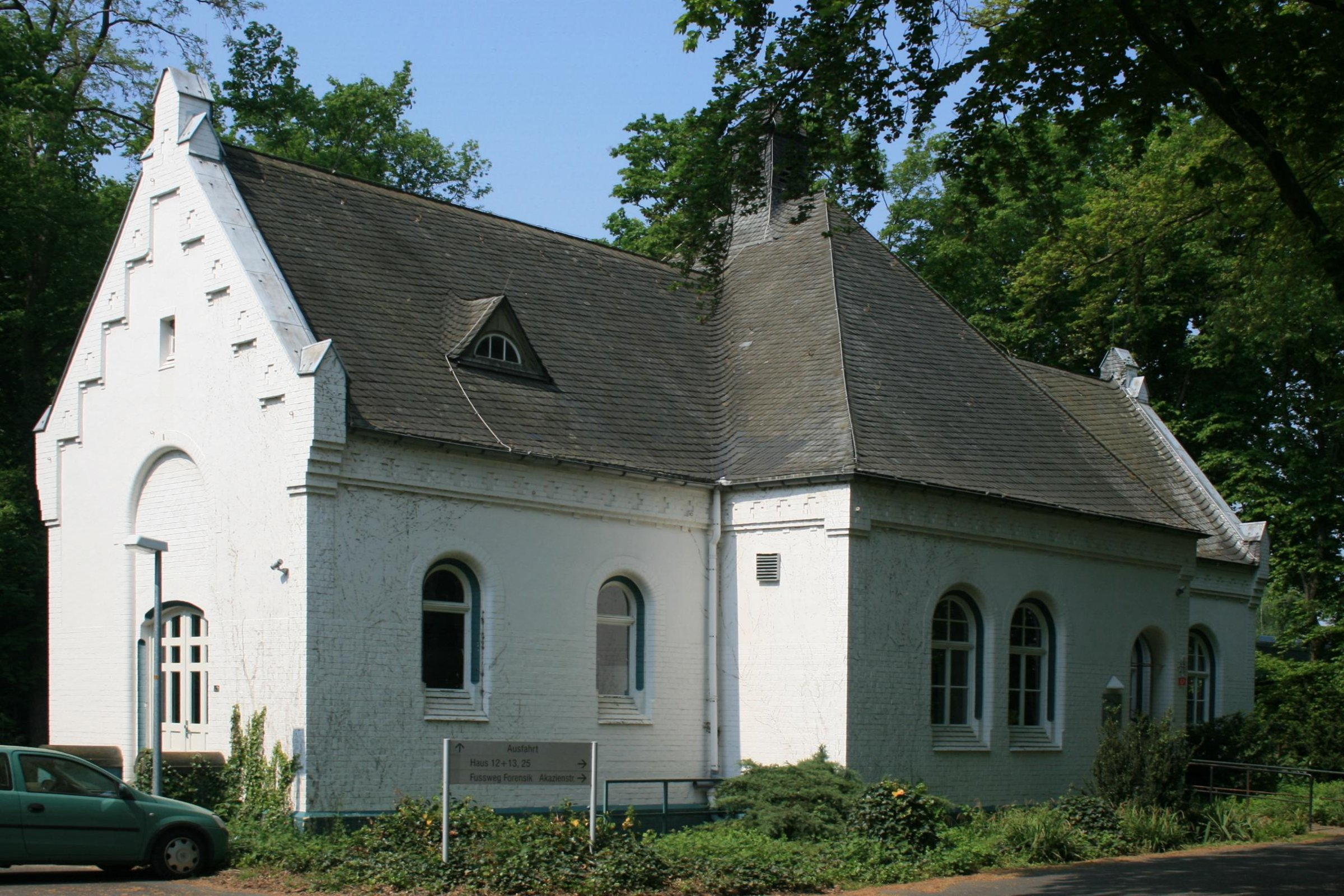

Die Leichenhalle steht auf dem Gelände der LVR-Klinik in Düren in Nordrhein-Westfalen. Auf dem Gelände der Klinik befinden sich verschiedene denkmalgeschützte Bauten, die zwischen 1874 und 1878 als Teil der ehemaligen Provinzial Heil- und Pflegeanstalt errichtet wurden.
Der kleine Backsteinbau hat neoromanische Formen und ein Schieferdach mit kleinem Dachreiter. Im Inneren stellt sich das Gebäude als einfacher Saalbau mit Tonnengewölbe und anschließenden Kühlräumen dar.
Das umgebaute und als Haus 25 bezeichnete Gebäude wird heute für Musiktherapie-Sitzungen genutzt.
Das Bauwerk ist unter Nr. 1/001m in die Denkmalliste der Stadt Düren eingetragen.